# Fritz Briel
Friedrich „Fritz” Briel (ur. 24 października 1934 w Düsseldorfie, zm. 15 marca 2017 tamże) – niemiecki kajakarz, wicemistrz olimpijski, wielokrotny mistrz świata i Europy. Podczas swojej kariery reprezentował Republikę Federalną Niemiec.

## Kariera sportowa
Zajął 8. miejsce w wyścigu kajaków jedynek (K-1) na 10 000 metrów, 5. miejsce w konkurencji kajaków czwórek (K-4) na 10 000 metrów i 7. miejsce w wyścigu czwórek na 1000 metrów na mistrzostwach świata w 1954 w Mâcon.
Startując we wspólnej reprezentacji Niemiec zdobył srebrny medal w wyścigu kajaków dwójek (K-2) na 10 000 metrów na igrzyskach olimpijskich w 1956 w Melbourne. Jego partnerem był Theodor Kleine. Osada niemiecka przegrała jedynie z László Fábiánem i Jánosem Urányim z Węgier, a wyprzedziła Dennisa Greena i Waltera Browna z Australii. Jako reprezentant RFN Briel zdobył cztery medale na mistrzostwach Europy w 1957 w Gandawie| złote w konkurencji K-1 na 10 000 metrów i K-2 na 1000 metrów (jego partnerem był Heinz Ackers, srebrny w K-1 na 1000 metrów i brązowy w K-4 na 1000 metrów.
Zdobył złote medale w wyścigu jedynek na 1000 metrów oraz w wyścigu sztafetowym jedynek 4 × 500 metrów (wraz z nim płynęli: Paul Lange, Meinrad Miltenberger i Helmut Herz, a także zajął 9. miejsce w dwójkach na 1000 metrów i został zdyskwalifikowany w jedynkach na 10 000 metrów na mistrzostwach świata w 1958 w Pradze. Zwyciężył w konkurencjach K-1 na 10 000 metrów i K-1 4 × 500 metrów (w sztafecie wystąpili również: Friedhelm Wentzke, Heinz Büker i Paul Lange) na mistrzostwach Europy w 1961 w Poznaniu. Na mistrzostwach świata w 1963 w Jajcach (które były również mistrzostwami Europy) zwyciężył w wyścigu jedynek na 10 000 metrów oraz zajął 4. miejsce w sztafecie K-1 4 × 500 metrów i 6. miejsce w wyścigu jedynek na 1000 metrów. Zdobył brązowy medal w konkurencji K-1 na 10 000 metrów na mistrzostwach świata w 1966 w Berlinie.
Był mistrzem RFN w konkurencji jedynek na 1000 metrów w latach 1957–1961, 1963 i 1965 oraz brązowym medalistą na tym dystansie w 1962 i 1964. W dwójkach na 1000 metrów był mistrzem w 1957 i 1958 i wicemistrzem w 1954, a w czwórkach na 1000 metrów wicemistrzem w 1954, 1957 i 1958 oraz brązowym medalistą w 1956 i 1963. Na dystansie 500 metrów był mistrzem z sztafecie K-1 w 1963, a także wicemistrzem w sztafecie w 1958, 1964, 1965 i 1967 oraz w wyścigu K-1 w 1961, zaś na dystansie 10 000 metrów mistrzem w jedynkach w latach 1955, 1957–1964 i 1966 oraz w czwórkach w 1954 oraz brązowym medalistą w jedynkach w 1954 i 1956.
Za zdobycie wicemistrzostwa olimpijskiego Briel został udekorowany Srebrnym Liściem Laurowym.